# Équipe cycliste Team Pro féminin du Génevois
L'équipe cycliste Team Pro féminin du Génevois est une ancienne équipe cycliste féminine française.

## Classements UCI
Ce tableau présente les places de l'équipe au classement de l'Union cycliste internationale en fin de saison, ainsi que la meilleure cycliste au classement individuel de chaque saison.
| Année | Classement par équipes | Meilleure coureuse au classement individuel |
| 2006  | 20e                    | Béatrice Thomas (52e)                       |
| 2007  | 20e                    | Magali Mocquery (71e)                       |
| 2008  | ?                      | Edwige Pitel (39e)                          |

## Principales victoires

### Championnats nationaux
Cyclisme sur route
- Championnat de France : 2
  - Course en ligne : 2008 (Jeannie Longo-Ciprelli)
  - Contre-la-montre : 2008 (Jeannie Longo-Ciprelli)

Cyclisme sur piste
- Championnat de France : 2
  - Poursuite individuelle : 2008 (Jeannie Longo-Ciprelli)
  - Scratch : 2008 (Edwige Pitel)

## Encadrement
L'équipe est domiciliée chez Philippe Bellandi. Le gérant de l'équipe est Gilbert Gallay en 2006, puis Gwenael Ruau de 2007 à 2008. Yves Hellegouarch représente l'équipe auprès de l'UCI en 2006 et 2007. Par ailleurs, Alain Berger est adjoint de 2007 à 2008.

## Team Pro féminin Les Carroz en 2008

### Effectif
| Effectif 2008                  | Effectif 2008     | Effectif 2008    | Effectif 2008               |
| Cycliste                       | Date de naissance | Pays             | Équipe précédente           |
| ------------------------------ | ----------------- | ---------------- | --------------------------- |
| Maja Adamsen (18 juin–31 déc.) | 7 septembre 1978  | Danemark         | Team CMAX Dila (2008)       |
| Joy Courault                   | 14 mai 1985       | France           |                             |
| Brei Gudsell                   | 28 septembre 1982 | Nouvelle-Zélande |                             |
| Isabelle Hoffmann              | 1 juin 1984       | Luxembourg       |                             |
| Jeannie Longo                  | 31 octobre 1958   | France           | Uniqa (2007)                |
| Eugénie Mermillod              | 27 mai 1986       | France           |                             |
| Magali Obscur                  | 14 avril 1989     | France           |                             |
| Edwige Pitel                   | 4 juin 1967       | France           | Uniqa (2007)                |
| Aude Pollet                    | 25 septembre 1986 | France           | Team Pruneaux d'Agen (2005) |
| Fanny Riberot                  | 17 mars 1983      | France           |                             |
| Anne-Marie Schmitt             | 23 janvier 1989   | Luxembourg       |                             |
| Nathalie Tirard-Collet         | 23 juillet 1984   | France           |                             |
| Carissa Wilkes                 | 12 novembre 1986  | Nouvelle-Zélande |                             |
|                                |                   |                  |                             |
| Source : Cycling Archives      |                   |                  |                             |

### Victoires

#### Sur route
| Date    | Course                                    | Pays   | Classe | Vainqueur              |
| ------- | ----------------------------------------- | ------ | ------ | ---------------------- |
| 26 juin | Championnat de France du contre-la-montre | France | CN     | Jeannie Longo-Ciprelli |
| 28 juin | Championnat de France sur route           | France | CN     | Jeannie Longo-Ciprelli |

#### Sur piste
| Date      | Course                                | Pays   | Classe | Vainqueur              |
| --------- | ------------------------------------- | ------ | ------ | ---------------------- |
| 6 juillet | Championnat de France du scratch      | France | CN     | Edwige Pitel           |
| 8 juillet | Championnat de France de la poursuite | France | CN     | Jeannie Longo-Ciprelli |